# Igor Strgar
Igor Strgar (* 1972) ist ein ehemaliger slowenischer Skispringer.

## Werdegang
Sein internationales Debüt gab Strgar in der Saison 1991/92 im Skisprung-Continental-Cup. Nach ersten Punktgewinnen gab er am 29. Februar 1992 sein Debüt im Skisprung-Weltcup. In beiden Springen in Lahti verpasste er deutlich die Punkteränge. Auch wenig später in Örnsköldsvik, Trondheim und Oslo blieb er ohne Punkterfolge. Jedoch scheiterte er am Holmenkollen als 17. knapp. Bei der folgenden Skiflug-Weltmeisterschaft 1992 in Harrachov erreichte er ebenfalls Rang 17. Beim folgenden Team-Weltcup in Planica erreichte er mit der Mannschaft den sechsten Platz, bevor er im Einzelspringen als 41. erneut die Punkteränge verfehlte. Strgar wurde daraufhin wieder zurück in den B-Kader versetzt. Als dessen Mitglied errang er im Continental-Cup fünf Punkte und damit Rang 127 der Gesamtwertung. Bei der Skiflug-Weltmeisterschaft 1994 gelang Strgar als Vorspringer mit 172 Metern seine persönliche Bestweite. Im Januar 1995 nahm er im Rahmen des Continental-Cup-Springens in Planica letztmals an einem internationalen Wettbewerb teil.

## Erfolge

### Continental-Cup-Platzierungen
| Saison  | Platz | Punkte |
| ------- | ----- | ------ |
| 1991/92 | 055.  | 12     |
| 1993/94 | 127.  | 05     |